# عماره اصلان
عماره اصلان (به عربی: عمارة أصلان) یک منطقهٔ مسکونی در سوریه است که در استان حما واقع شده‌است.

## خصوصیات
عماره اصلان ۷۴۶ نفر جمعیت دارد.